# Alcedo azurea
Alcedo azurea е вид птица от семейство Alcedinidae. Видът е незастрашен от изчезване.

## Разпространение
Разпространен е в Австралия, Индонезия и Папуа-Нова Гвинея.